# Alexander Ljunggren
Alexander Ljunggren, född 1981, är en svensk friidrottare (kortdistans- och häcklöpning). Han har tävlat för IFK Helsingborg. Han vann SM-guld på 400 meter häck år 2004.

## Personliga rekord
| Utomhus - 100 meter – 10,66 (Lerum 22 augusti 2004) - 200 meter – 21,18 (Lerum 22 augusti 2004) - 200 meter – 21,15 (medvind 2,2 m/s) (Malmö 2 augusti 2004) - 300 meter – 34,40 (Helsingborg 23 juli 2004) - 110 meter häck – 14,49 (Växjö 4 juli 2002) - 400 meter häck – 50,71 (Göteborg 5 september 2004) | Inomhus - 200 meter – 21,38 (Malmö 13 februari 2005) - 60 meter häck – 8,18 (Göteborg 23 februari 2002) |